# Grande Prêmio da Grã-Bretanha de 1981
Resultados do Grande Prêmio da Grã-Bretanha de Fórmula 1 realizado em Silverstone em 18 de julho de 1981. Nona etapa da temporada, a prova marcou a primeira vitória de um carro com monocoque em fibra de carbono, o McLaren MP4/1, obra do piloto britânico John Watson.

## Resumo
Primeira vitória de John Watson desde o Grande Prêmio da Áustria de 1976.
Slim Borgudd pontuou pela primeira e única vez nesta prova.

## Classificação da prova
| Pos. | Nº | Piloto             | Construtor      | Voltas | Tempo/Diferença | Grid | Pontos     |
| ---- | -- | ------------------ | --------------- | ------ | --------------- | ---- | ---------- |
| 1    | 7  | John Watson        | McLaren-Ford    | 68     | 1:26:54.80      | 5    | 9          |
| 2    | 2  | Carlos Reutemann   | Williams-Ford   | 68     | + 40.65         | 9    | 6          |
| 3    | 26 | Jacques Laffite    | Ligier-Matra    | 67     | + 1 volta       | 14   | 4          |
| 4    | 3  | Eddie Cheever      | Tyrrell-Ford    | 67     | + 1 volta       | 23   | 3          |
| 5    | 6  | Hector Rebaque     | Brabham-Ford    | 67     | + 1 volta       | 13   | 2          |
| 6    | 9  | Slim Borgudd       | ATS-Ford        | 67     | + 1 volta       | 21   | 1          |
| 7    | 17 | Derek Daly         | March-Ford      | 66     | + 2 voltas      | 17   |            |
| 8    | 32 | Jean-Pierre Jarier | Osella-Ford     | 65     | + 3 voltas      | 20   |            |
| 9    | 16 | René Arnoux        | Renault         | 64     | Distribuidor    | 1    |            |
| 10   | 29 | Riccardo Patrese   | Arrows-Ford     | 64     | Motor           | 10   |            |
| 11   | 33 | Marc Surer         | Theodore-Ford   | 61     | Pane seca       | 24   |            |
| Ret  | 22 | Mario Andretti     | Alfa Romeo      | 59     | Válvula         | 11   |            |
| Ret  | 20 | Keke Rosberg       | Fittipaldi-Ford | 56     | Suspensão       | 14   |            |
| DSQ  | 11 | Elio de Angelis    | Lotus-Ford      | 25     | Desclassificado | 22   | [ nota 3 ] |
| Ret  | 15 | Alain Prost        | Renault         | 17     | Distribuidor    | 2    |            |
| Ret  | 25 | Patrick Tambay     | Ligier-Matra    | 15     | Embreagem       | 15   |            |
| Ret  | 28 | Didier Pironi      | Ferrari         | 13     | Turbo           | 4    |            |
| Ret  | 5  | Nelson Piquet      | Brabham-Ford    | 11     | Pneus           | 3    |            |
| Ret  | 23 | Bruno Giacomelli   | Alfa Romeo      | 5      | Transmissão     | 12   |            |
| Ret  | 27 | Gilles Villeneuve  | Ferrari         | 4      | Rodou           | 8    |            |
| Ret  | 1  | Alan Jones         | Williams-Ford   | 3      | Colisão         | 7    |            |
| Ret  | 8  | Andrea de Cesaris  | McLaren-Ford    | 3      | Rodou           | 6    |            |
| Ret  | 4  | Michele Alboreto   | Tyrrell-Ford    | 1      | Embreagem       | 19   |            |
| Ret  | 30 | Siegfried Stohr    | Arrows-Ford     | 0      | Rodou           | 18   |            |
| DNQ  | 21 | Chico Serra        | Fittipaldi-Ford |        |                 |      |            |
| DNQ  | 35 | Brian Henton       | Toleman-Hart    |        |                 |      |            |
| DNQ  | 12 | Nigel Mansell      | Lotus-Ford      |        |                 |      |            |
| DNQ  | 14 | Eliseo Salazar     | Ensign-Ford     |        |                 |      |            |
| DNQ  | 36 | Derek Warwick      | Toleman-Hart    |        |                 |      |            |
| DNQ  | 31 | Beppe Gabbiani     | Osella-Ford     |        |                 |      |            |

## Tabela do campeonato após a corrida
| Pos. | Piloto            | Pontos |
| ---- | ----------------- | ------ |
| 1    | Carlos Reutemann  | 43     |
| 2    | Nelson Piquet     | 26     |
| 3    | Alan Jones        | 24     |
| 4    | Gilles Villeneuve | 21     |
| 5    | Jacques Laffite   | 21     |

| Pos. | Equipe        | Pontos |
| ---- | ------------- | ------ |
| 1    | Williams-Ford | 67     |
| 2    | Brabham-Ford  | 31     |
| 3    | Ferrari       | 28     |
| 4    | Ligier-Matra  | 21     |
| 5    | McLaren-Ford  | 20     |

- Nota: Somente as primeiras cinco posições estão listadas. Entre 1981 e 1990 cada piloto podia computar onze resultados válidos por temporada não havendo descartes no mundial de construtores.